# Nikos Terzis
Nikos Terzis (Grieks: Νίκος Τερζής) is een bekend Grieks componist voor hedendaags popmuziek.
Hij werd met name bekend vanwege een aantal liedjes waar hij de muziek voor componeerde voor het Eurovisiesongfestival.

## Eurovisiesongfestival 2004
Nikos Terzis en Nektarios Tyrakis schreven voor het Eurovisiesongfestival van 2004 het lied Shake it, waarmee Sakis Rouvas derde werd voor Griekenland op het Eurovisiesongfestival in Istanboel.

## Eurovisiesongfestival 2005
Het eigenlijke winnende lied uit de kwalificatie voor Wit-Rusland kreeg echter veel kritiek te verduren en er werd ernstig getwijfeld of het liedje Wit-Rusland door de halve finale van het Eurovisiesongfestival 2005 zou kunnen leiden. Er werden aan de zangeres Angelica Agurbash vervolgens twee andere liedjes aangeboden: Show me your love, honey, geschreven door Svika Pick, en Love me tonight, geschreven door Nikos Terzis en tekstschrijver Nektarios Tirakis. De drie liedjes werden voorgesteld aan de vakjury, die vervolgens koos voor het lied Love me tonight.
Uiteindelijk eindigde het liedje op de 13e plaats in de halve finale.